# Valério Rômulo
Valério Rômulo (português brasileiro) ou Valério Rómulo (português europeu) (em latim: Valerius Romulus, conhecido também como Marco Aurélio Rômulo, era filho do césar e posteriormente usurpador e imperador romano Magêncio com sua esposa Valéria Maximila, filha do imperador Galério.

## História
Valério foi agraciado com o título de jovem claríssimo em sua infância e, posteriormente, homem nobilíssimo. Foi cônsul com seu pai em 308 e 309; como Maxêncio foi cônsul sozinho em 310 sugere que Valério teria morrido no ano anterior. Ele foi enterrado num túmulo à beira da Via Ápia, o Mausoléu de Rômulo, na Villa de Maxêncio. Depois de sua morte, foi deificado e seu pai dedicou-lhe o Templo do Divino Rómulo na Via Sacra do Fórum Romano.